# Софроний Софийски
Св. преподобни Софроний Софийски и Български  е един от 9-те софийски светии. Чества се на 28 май. Бил свещеник в село Пенкьовци до София.
Тормозен тежко от турците, избягал при Радул войвода във Влашко, където починала жена му и той се подстригал монах и приел име Софроний. Починал и Радул войвода и Софроний се върнал в България, установил се в Бесарбовския скален манастир край Русе и се отдал на пост и молитва. Там бил убит през 1515 г. с брадва от манастирски слуга.
Житието му е написал софийският книжовник поп Пейо.